# Antoni Wojdas
Antoni Wojdas (ur. 1895, zm. 28 kwietnia 1949 w Stambule) – polski duchowny rzymskokatolicki, salezjanin.

## Życiorys
Około 1923 złożył śluby zakonne, zaś w 1932 przyjął święcenia kapłańskie. W 1935 jako jeden z pierwszych polskich salezjanów przybył do Turcji. W latach 1935–1937 pracował w Adampolu, gdzie był proboszczem polskiej parafii (zastąpił ks. Zarembę). W Turcji ks. Wojdas przebywał do śmierci w 1949 roku.
W 2021 udało się ustalić, iż ks. Antoni Wojdas w trakcie II wojny światowej współpracował z konsulem generalnym RP w Stambule Wojciechem Rychlewiczem przy wystawianiu fałszywych metryk Żydom i umożliwiających im uzyskanie wizy do Palestyny oraz obu Ameryk w celu uniknięcia holocaustu.